# Династия Гордиана

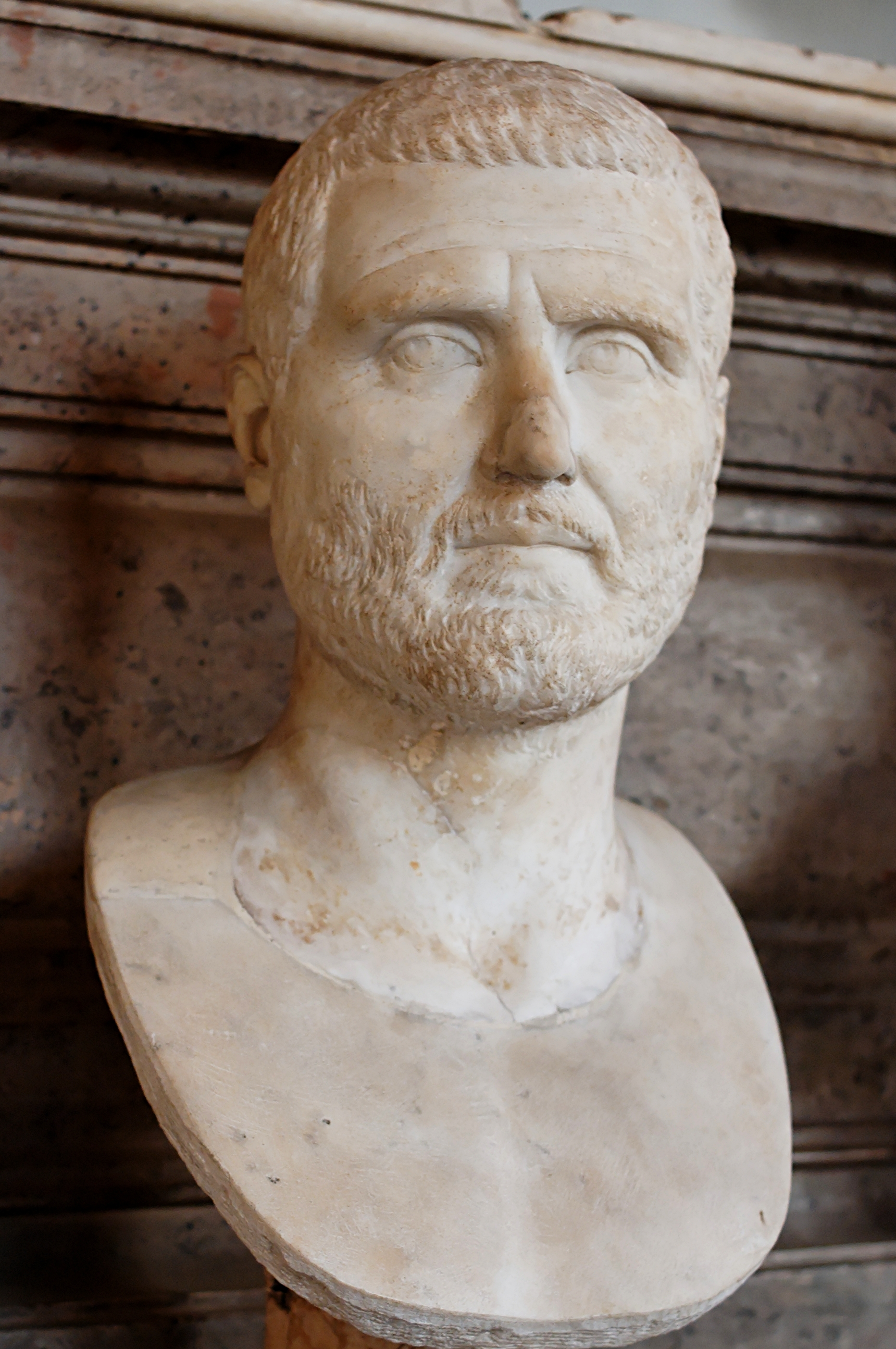
Бюст основателя династии

Династия Гордиана — название древнеримской династии, состоявшей из трёх римских императоров (отец, сын и внук), носивших одинаковое имя. Правила в 238—244 годах.
Основатель — Марк Антоний Гордиан I Африканский — был знатного происхождения (потомок братьев Гракхов), богатый, образованный человек, поэт (ещё в молодости написал труд «Antoninias» в 30 книгах, воспевавшие обоих Антонинов). Когда в 238 году в Тиздре был убит прокуратор императора Максимина I Фракийца, жители из боязни наказания провозгласили Гордиана императором, а Римский сенат подтвердил это избрание, объявив ненавистного всем Максимина, бывшего тогда в Паннонии, врагом отечества. Но 80-летний Гордиан I правил вместе со своим сыном Марком Антонием Гордианом II, которого тоже провозгласили августом, всего 36 дней. В борьбе с мавританским наместником Капеллианом сын погиб, а отец в отчаянии сам лишил себя жизни.
По народному желанию Сенат, провозгласивший после смерти Гордиана I августами Пупиена и Бальбина, должен был дать титул цезаря 13-летнему внуку Гордиана I — Марку Антонию Гордиану III (Pius Felix). В том же году Пупиен и Бальбин были умерщвлены, и Гордиан III был провозглашен Августом. Руководимый мудрыми советами своего тестя Тимесифея, префекта охраны, Гордиан III предпринял в 242 году поход против персов, завоевавших Месопотамию и угрожавших Сирии, оттеснив их за Евфрат, и победил сарматов и готов. В одной из битв пал Тимесифей (243), и Гордиан III должен был по требованию войска назначить нового префекта охраны — Филиппа Аравитянина — своим соправителем. По приказанию последнего в 244 году Гордиан III был убит.